# Questo sì che è amore
Questo sì che è amore è un film italiano del 1978 diretto da Filippo Ottoni.

## Trama
Un bambino senza anticorpi nel sangue vive in una gabbia di vetro. I suoi genitori stanno per divorziare e la vigilia di Natale decide di scappare dall'ospedale.